# Jan Vlasák
Pour les articles homonymes, voir Vlasák.
Jan Vlasák, né le 3 février 1943 à Čáslav dans le protectorat de Bohême-Moravie, est un acteur tchèque.

## Biographie
Jan Vlasák est né dans le protectorat de Bohême-Moravie lors de l'occupation nazie de la Tchécoslovaquie durant la Seconde Guerre mondiale. Il fait ses études de théâtre à l'Académie Janáček de musique et des arts de la scène à Brno.

## Filmographie partielle

### Cinéma
- 2001 : Swimming Pool : La Piscine du danger de Boris von Sychowski –
- 2005 : Hostel d'Eli Roth – l'homme d’affaires néerlandais
- 2007 : Les Bouteilles consignées de Jan Svěrák – Wasserbauer
- 2008 : Baron Rouge de Nikolai Müllerschön –
- 2008 : Bathory de Juraj Jakubisko – le juge Sirmiensis
- 2020 : Le Procès de l'herboriste (Šarlatán) d'Agnieszka Holland – le concierge à Mikolášek

### Télévision
- 1994 : Le Crépuscule des aigles (téléfilm) de Christopher Menaul –
- 2000 : Dune (mini-série) de John Harrison – Thufir Hawat
- 2019 : Un espion très recherché (Bez vědomí) (mini-série) d'Ivan Zachariáš – Václav Vlach